# Ledande avelshingst i Japan
Listan nedan visar den ledande avelshingsten för engelska fullblod i Japan för varje år sedan 1924. Detta bestäms av hur mycket prispengar som vunnits av dess avkommor under säsongen.

## Lista
- 1924 - Ebor (1)
- 1925 - Ebor (2)
- 1926 - Ebor (3)
- 1927 - Ebor (4)
- 1928 - Ebor (5)
- 1929 - Ebor (6)
- 1930 - Chapel Brampton (1)
- 1931 - Perion (1)
- 1932 - Perion (2)
- 1933 - Clackmannan (1)
- 1934 - Clackmannan (2)
- 1935 - Tournesol (1)
- 1936 - Tournesol (2)
- 1937 - Tournesol (3)
- 1938 - Tournesol (4)
- 1939 - Tournesol (5)
- 1940 - Review Order (1)
- 1941 - Mint d'Or (1)
- 1942 - Diolite (1)
- 1943 - Diolite (2)
- 1944-45 - inga löp reds i Japan
- 1946 - Diolite (3)
- 1947 - Theft (1)
- 1948 - Theft (2)
- 1949 - Theft (3)
- 1950 - Theft (4)
- 1951 - Theft (5)
- 1952 - Kumohata (1)
- 1953 - Kumohata (2)
- 1954 - Kumohata (3)
- 1955 - Kumohata (4)
- 1956 - Kumohata (5)
- 1957 - Kumohata (6)
- 1958 - Rising Flame (1)
- 1959 - Rising Flame (2)
- 1960 - Rising Flame (3)
- 1961 - Hindostan (1)
- 1962 - Hindostan (2)
- 1963 - Hindostan (3)
- 1964 - Hindostan (4)
- 1965 - Hindostan (5)
- 1966 - Solonaway (1)
- 1967 - Hindostan (6)
- 1968 - Hindostan (7)
- 1969 - Guersant (1)
- 1970 - Never Beat (1)
- 1971 - Partholon (1)
- 1972 - Never Beat (2)
- 1973 - China Rock (1)
- 1974 - Tesco Boy (1)
- 1975 - Tesco Boy (2)
- 1976 - Partholon (2)
- 1977 - Never Beat (3)
- 1978 - Tesco Boy (3)
- 1979 - Tesco Boy (4)
- 1980 - Tesco Boy (5)
- 1981 - Tesco Boy (6)
- 1982 - Northern Taste (1)
- 1983 - Northern Taste (2)
- 1984 - Partholon (3)
- 1985 - Northern Taste (3)
- 1986 - Northern Taste (4)
- 1987 - Northern Taste (5)
- 1988 - Northern Taste (6)
- 1989 - Northern Taste (7)
- 1990 - Northern Taste (8)
- 1991 - Northern Taste (9)
- 1992 - Northern Taste (10)
- 1993 - Real Shadai (1)
- 1994 - Tony Bin (1)
- 1995 - Sunday Silence (1)
- 1996 - Sunday Silence (2)
- 1997 - Sunday Silence (3)
- 1998 - Sunday Silence (4)
- 1999 - Sunday Silence (5)
- 2000 - Sunday Silence (6)
- 2001 - Sunday Silence (7)
- 2002 - Sunday Silence (8)
- 2003 - Sunday Silence (9)
- 2004 - Sunday Silence (10)
- 2005 - Sunday Silence (11)
- 2006 - Sunday Silence (12)
- 2007 - Sunday Silence (13)
- 2008 - Agnes Tachyon (1)
- 2009 - Manhattan Cafe (1)
- 2010 - King Kamehameha (1)
- 2011 - King Kamehameha (2)
- 2012 - Deep Impact (1)
- 2013 - Deep Impact (2)
- 2014 - Deep Impact (3)
- 2015 – Deep Impact (4)
- 2016 – Deep Impact (5)
- 2017 – Deep Impact (6)
- 2018 – Deep Impact (7)
- 2019 – Deep Impact (8)
- 2020 – Deep Impact (9)
- 2021 – Deep Impact (10)